# Roccacaramanico
Roccacaramanico is een plaats (frazione) in de Italiaanse gemeente Sant'Eufemia a Maiella.

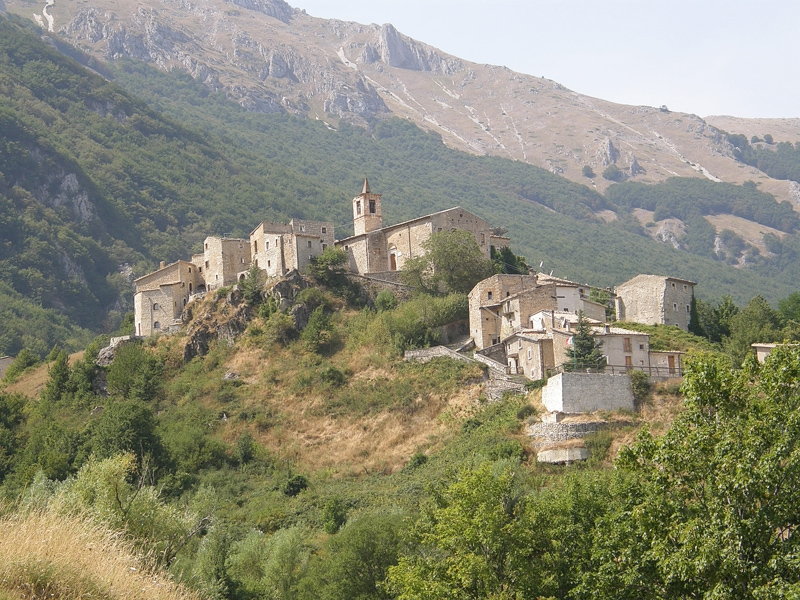
Roccacaramanico
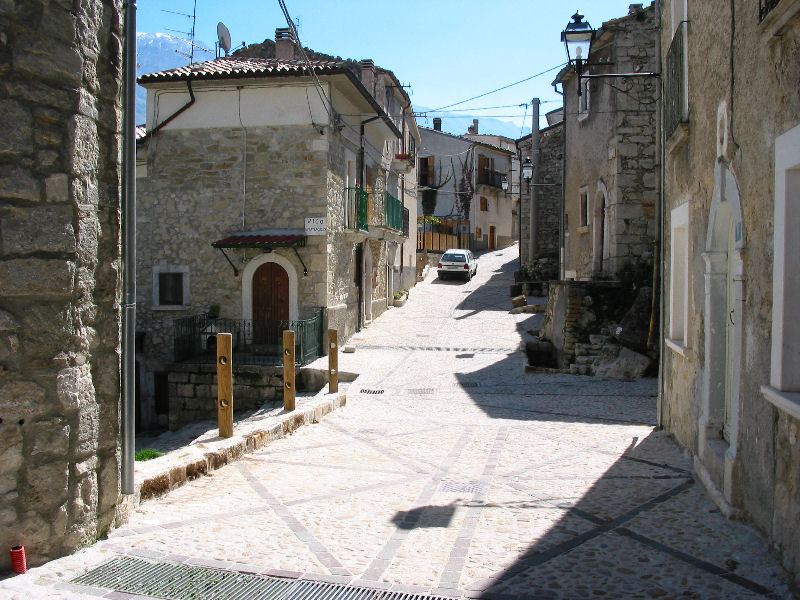
Straat in Roccacaramanico